# Epitaf Rafaela Podmanického

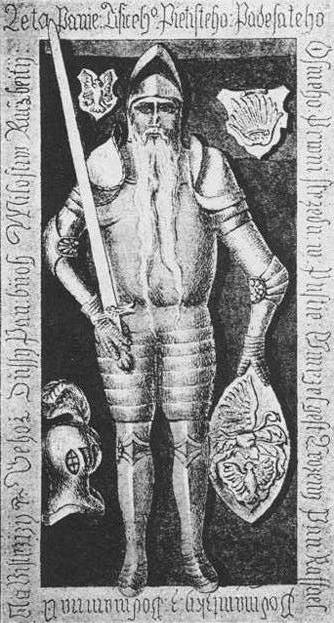
Epitaf Rafaela Podmanického v kostele Navštívení Panny Marie

Epitaf Rafaela Podmanického se nachází v kostele navštívení Panny Marie v Považské Bystrici v Trenčínském kraji na Slovensku. Epitaf vznikl pravděpodobně mezi lety 1558 a 1559. Jeho autorem je významný rakouský sochař Hans Saphoy. Epitaf je pravděpodobně částí sarkofágu, Rafaela Podmanického, který pocházel z uherského rodu Podmanických. Epitaf dala zhotovit jeho manželka Jana Lomnická.

## Socha
Epitaf zobrazuje muže v plné zbroji obehnaného erby a nápisem. Na náhrobku je pozoruhodné, že nápis je psán ve staré slovenštině, což bylo v Uhersku v 16. století nezvyklé. Nápis obsahuje tento text
LETA PANIE TISICEHO PIETISTEHO PADESATEHO OSMEHO PRWNI STRZEDU W PUSTIE UMRZEL GEST UROZENY PAN RAFFAEL PODMANITZKY Z PODMANINA JEHOZ DUSSY PAN BUOH MILOSTIW RACZ BIETI

Za vlády Podmanických to však nebylo zvláštní, protože Považská Bystrica byla v té době spolu s Varínem jediným městem na Slovensku, kde se jako výlučný jazyk cechovních mistrů používala slovenština.